# Minsks getto
Minsks getto var ett judiskt getto i den vitryska huvudstaden Minsk och det största gettot i det av Nazityskland ockuperade Sovjetunionen. Gettot, som existerade från juli 1941 till oktober 1943, hyste som mest omkring 80 000 invånare.